# Paulus Quirinus Brondgeest
Paulus Quirinus Brondgeest (* 2. April 1835 in Den Haag; † 15. Dezember 1904 in Utrecht), auch Paul Guérin oder Paul Quirin Brondgeest, war ein Mediziner.  Brondgeest studierte an der Universität Utrecht. Seine erste Dissertation zum Thema „Muskeltonus“ hat er 1860 abgeschlossen. Nach Brondgeest ist der so genannte Brondgeest-Ruhetonus benannt, der Ruhetonus der Muskulatur bei intakter Innervation.

## Veröffentlichungen
- P. Q. Brondgeest: Onderzoekingen over den tonus der willekeurige spieren, Dissertation (1), University of Utrecht, 30. März 1860 (magna cum laude)
- P. Q. Brondgeest: Disquisitiones de Tonus Musculorum. Thesis., Utrecht 1860
- P. Q. Brondgeest: Nieuwe methode om het aantal en den duur der hartslagen te registreren, 1863
- P. Q. Brondgeest: Over pathologische veranderingen der arteria pulmonalis en van hare klapvliezen, Dissertation (2), University of Utrecht, 21. Oktober 1865 (magna cum laude)
- P. Q. Brondgeest: Heelkundige stellingen ter verkrijging van den graad van doctor in de Heelkunde, 1865
- P. Q. Brondgeest: Bijdragen tot de geschiedenis van het gasthuis, het klooster en de balije van St. Catharina der Johannieter-ridders en van het Driekoningengasthuis te UtrechtP.Q. Brondgeest,
- P. Q. Brondgeest: Over typhoide koortsen bij kinderen en hare behandeling met koele baden, 1869
- P. Q. Brondgeest: Bijdrage tot de behandeling der typhoide koortsen met koud water, 1869
- P. Q. Brondgeest: Over de behandeling van haemoptoe met inhalaties van liquor ferri sesquichlorati, 1870
- P. Q. Brondgeest: Ueber primären Lupus laryngis, 1895
- P. Q. Brondgeest: De koepokinenting te Utrecht, 14 Mei 1796-14 Mei 1896, 1896
- P. Q. Brondgeest: Onderzoekingen over caltha palustris L., 1899
- P. Q. Brondgeest: De stralende warmte en hare beteekenis voor de aarde, 1900
- P. Q. Brondgeest: Bijdragen tot de geschiedenis van het gasthuis, het klooster en de balije van St. Catharina der Johanniter-ridders en van het Driekoningengasthuis te Utrecht, 1901
- P. Q. Brondgeest: Regio Mediterranea : de oorsprong van de kennis der enkelvoudige geneesmiddelen, 1903